# Okolner
Okolner = "ukulde". Stammer fra nordisk mytologi og er navnet på en slette, hvor jætten Brimer har sin ølsal. Sletten kendes kun fra digtet Vølvens Spådom fra Den ældre Edda. 
| Nordisk mytologi | Spire Denne artikel om nordisk religion og mytologi er en spire som bør udbygges. Du er velkommen til at hjælpe Wikipedia ved at udvide den. |